# Ungra
Ungra (en allemand: Galt, en hongrois: Ugra) est une commune roumaine du județ de Brașov, dans la région historique de Transylvanie. Elle est composée des deux villages suivants :
- Dăișoara (Langenthal/Longodár)
- Ungra, siège de la commune

## Localisation
Ungra est située dans la partie nord du comté de Brașov, sur la rive droite de l'Olt, dans Plateau de Hârtibaciu (aire géographique dans la région de Transylvanie), à la 9 km de la ville Rupea et à 62 km de la ville Brașov.

## Monuments et lieux touristiques
- Église évangélique fortifiée du village de Ungra (construction XIIIe et XIXe siècles), monument historique[2]
- Église “Sainte Trinité” du village de Ungra (construite au XVIIIe siècle), monument historique
- Site archéologique de la ville de Ungra
- Rivière Olt